# UNID Campus Tizimín
La Universidad Interamericana para el Desarrollo Campus Tizimín, también conocida como UNID Campus Tizimín, es una institución de educación superior, sede de la UNID, en la ciudad de Tizimín, Yucatán.

## Oferta académica

### Licenciaturas
Cuenta con 6 programas de licenciatura.
- Contabilidad y finanzas
- Derecho y ciencias jurídicas
- Educación
- Educación física, recreación y deporte
- Mercadotecnia estratégica
- Psicología Organizacional

### Licenciaturas ejecutivas
Cuenta con 4 licenciaturas ejecutivas.
- Administración de empresas
- Contabilidad financiera
- Derecho
- Educación y tecnologías para el aprendizaje